# Marlene Riphahn
Marlene Riphahn (née le 5 décembre 1922 à Cologne, morte le 26 octobre 2004 à Bergisch Gladbach) est une actrice allemande.

## Biographie
Marlene Riphahn est la fille de l'architecte de Cologne Wilhelm Riphahn (de). Elle complète sa formation d'actrice de 1940 à 1942 auprès de Louise Dumont à Düsseldorf. Elle fait ses débuts au théâtre dans une représentation de Nacht in Siebenbürgen (d'après Nikolaus Asztalos) à Detmold, où elle reçoit son premier engagement sur scène. D'autres suivent à Gelsenkirchen, Düsseldorf, Cologne, Wuppertal et Hambourg.
Lorsqu'elle s'installe à Hambourg en 1953, elle commence également à assumer des rôles dans le programme radiophonique de NWDR. En 1954, elle tourne pour la première fois en 1954.
Marlene Riphahn, qui peut se prévaloir d'une carrière scénique de plus de cinquante ans, ne devient connue d'un large public national qu'à la fin. En 1996, elle incarne la dynamique tante Betty dans la série d'ARD Lindenstraße.
En outre, Marlene Riphahn a beaucoup travaillé dans le doublage, prêtant notamment sa voix aux actrices britanniques Kay Kendall et Brenda De Banzie.
Au cours des dernières années de sa vie, elle est sur scène principalement dans des productions de Bruno Klimek (de), tant aux Théâtres de Krefeld et de Mönchengladbach qu'au Nationaltheater Mannheim.
Marlene Riphahn fut mariée au réalisateur et acteur Edward Rothe (de) jusqu'à sa mort en 1978. Elle a sa sépulture en mer.

## Filmographie
- 1954 : Um die neunte Stunde (TV)
- 1954 : Zum Freispruch verurteilt (TV)
- 1957 : Wenn's Weihnachten wird... Eine erzgebirgische Erzählung (TV)
- 1958 : Zone-Est interdite (Le monde a tremblé)
- 1958 : Die Beklagte (TV)
- 1960 : La Profession de Madame Warren
- 1960 : L'Ombre de l'étoile rouge
- 1961 : Heute nacht in Samarkand (TV)
- 1963 : Die Party (TV)
- 1964 : Ein Mann ist soeben erschossen worden (TV)
- 1965 : Herodes und Mariamne (TV)
- 1965 : Auf einem Bahnhof bei Dijon (TV)
- 1965 : Der Spielverderber - Das kurze, verstörte Leben des Kaspar Hauser (TV)
- 1966 : Jan Himp und die kleine Brise (TV)
- 1966 : Der Oberkellner (TV)
- 1967 : Der Kreidegarten (TV)
- 1969 : Ein kleines Fest (TV)
- 1969 : Goya (TV)
- 1969 : In einem Monat, in einem Jahr (TV)
- 1970 : Die Mondfrau (TV)
- 1970 : Bambule (de) (TV)
- 1971 : Ein Mordanschlag (TV)
- 1974 : Griseldis
- 1975 : Une affaire pour Männdli: Spätes Glück (TV)
- 1976 : Die Fastnachtsbeichte (TV)
- 1977 : Der Weilburger Kadettenmord (de) (TV)
- 1977 : In freier Landschaft (de) (TV)
- 1996 : Lindenstraße (série télévisée, 11 épisodes)